# Jozef Piaček
Jozef Piaček (ur. 20 czerwca 1983 w Zlatych Moravcach) – słowacki piłkarz występujący na pozycji obrońcy. Wychowanek ViOn, w swojej karierze grał także w takich zespołach jak Skonto, Žilina i Podbeskidzie Bielsko-Biała. Były reprezentant Słowacji.